# Структурний ніс
Структурний ніс (рос. структурный нос, англ. hemianticline, нім. Hemiantiklinale f) – пологий антиклінальний вигин шарів гірських порід, який утворює виступ на монокліналі або крилі складки і швидко занурюється в один бік. Це звичайно антиклінальна складка, що відрізняється нахилом шарніра в один бік, а із протилежного боку, що як би розчиняється в загальній монокліналі або в крилі більшої структурної форми. На структурних картах стратоізогіпсами вимальовується у вигляді мису. 
Синонім: геміантикліналь.